# Скирци
Скирци (на гръцки: Σκίρτση, Σκίρτσι, Σκέρτσα или Περήφανο) е връх в планината Грамос (Грамоща). Върхът е висок 2444 m. Разположен е на югоизток от първенеца Чукарец (2521 m) и е граничен между Македония (дем Нестрам и долината на Бистрица) на север и Епир (дем Коница и долината на Горгопотамос) на юг.
В 1969 година върхът е прекръстен на Перифано (Περήφανο).